# ان لاپ
ان لاپ (به لاتین: An Lập) یک منطقهٔ مسکونی در ویتنام است که در استان باک گیانگ واقع شده‌است.